# Gabriel Axel
Gabriel Axel (Aarhus, 18 d'abril de 1918 – 9 de febrer de 2014) va ser un director de cinema, actor, guionista i productor de cinema danès, conegut  per el El festí de Babette.

## Biografia
Després d'estudiar art dramàtic a Dinamarca, Gabriel Axel es va traslladar a París. Allà va començar a treballar com a actor, en la companyia de Louis Juvet. Al cap d'un temps va tornar al seu país i va treballar com a actor en el teatre i el cinema.
Des de 1951, Gabriel Axel va començar a rodar sovint per la TV danesa: onze peces fins a 1953. El 1955 es va iniciar al cinema amb Altid ballade. Després de gravar Senyoreta Julia per la TV, el 1956, va fer dues pel·lícules més, En Kvinde er overflødig, 1957, i Guld og grønne skove, 1958, sent aquesta última una comèdia familiar amb la qual es va presentar en el festival de Berlín d'aquest mateix any, i se'l va començar a conèixer mínimament a Europa.
Va seguir alternant el seu treball en TV i al cinema (també com a actor). D'una manera contínua va prosseguir en aquesta triple línia durant anys, a la qual es va sumar la de productor. Sol destacar-se La capa vermella de 1967, que va ser esmentada a Canes.
Malgrat el seu reconeixement pel públic i la crítica, realment es dona a conèixer universalment el 1987, amb El festí de Babette, molt premiat. Pel·lícula basada en un relat de Isak Dinesen.
Leila, de 2001, va ser el seu últim treball al cinema, dirigida als 83 anys.
Va morir el 9 de febrer de 2014 als 95 anys.

## Filmografia

### Director
- 1951: Dødonin (TV)
- 1952: Pantalons bryllup (TV)
- 1952: Forlovelse indgået (TV)
- 1952: Skyggedans (TV)
- 1952: Aften (TV)
- 1953: Et Spil (TV)
- 1953: En Bjørn (TV)
- 1953: Trobo, derude (TV)
- 1953: Falske nøgler (TV)
- 1953: Familien Hansen (TV)
- 1953: Kong Renés datter (TV)
- 1955: Altid ballade, cinema: primer film d'Axel
- 1956: Frøken Julie (TV), Senyoreta Julia
- 1957: En Kvinde er overflødig, cinema
- 1958: Guld og grønne skove, cinema
- 1958: Møde vegeu midnat (TV)
- 1959: Helle for Helene, cinema
- 1960: Flemming og Kvik, cinema
- 1962: Tossede paradis, Det, cinema
- 1962: Oskar, cinema. Óscar
- 1963: Vi har det jo dejligt, cinema
- 1963: Bocken i paradiset, cinema
- 1963: Tre piger i Paris, cinema, Tres daneses a París
- 1964: Paradis retur, cinema
- 1965: Regnvejr og ingen penge (TV)
- 1966: Om tobakkens skadelige virkninger (TV)
- 1967: Røde kappe, Donin, cinema, La capa vermella
- 1968: Boubouroche (TV)
- 1968: Kære legetøj, Det, cinema
- 1970: The Ways of Women, cinema
- 1970: Somnis eròtics, cinema
- 1971: Med kærlig hilsen, cinema
- 1972: Die Acte-Nummer - Sex auf Rädern, cinema
- 1975: Familien Gyldenkål, cinema
- 1976: Familien Gyldenkål sprænger banken, cinema
- 1977: Alt på et bræt, cinema
- 1977: Un crime de notre temps (TV)
- 1978: La Rondi de nuit (TV)
- 1980: Le Coq de Bruyère (TV)
- 1981: La Ramandeuse (TV)
- 1981: Antoine et Julie (TV)
- 1981: L'Oiseau bleu (TV)
- 1985: Les Colonnes du ciel (TV)
- 1987: Babettes gæstebud, El festí de Babette, cinema
- 1989: Christian, cinema
- 1994: Prince of Jutland, cinema, La història d'Hamlet, príncep.
- 1995: Lumière et Compagnie, cinema
- 2001: Leila, cinema

### Actor
- 1953: Vi som går køkkenvejen: Professor
- 1954: Kongeligt besøg: Tater
- 1954: Jan går til filmin: Instructor
- 1954: Karen, Maren og Mette: Ferdinansen
- 1954: Det er så yndigt at følges ad
- 1955: Der kom en dag: Stellers
- 1955: Bruden fra Dragstrup: Taxista
- 1956: Kispus: Skrædderen
- 1958: Styrmand Karlsen: Pierre
- 1961: Peters baby: politic francès
- 1962: Han, Hun, Dirch og Dario: Modista, el Sr. Baptista
- 1963: Tre piger i Paris: Francès
- 1965: En Ven i bolignødonin: Ansat i Udenrigsministeriet
- 1966: Dyden går amok: P. Døje
- 1967: Jeg - en marki: Marcel de Sade
- 1971: Med kærlig hilsen: Mr. X
- 1972: Nu går donin på Dagmar: Espectador de teatre
- 1976: Familien Gyldenkål sprænger banken: Croupier
- 1977: Alt på et bræt: Francès